# حكومة الباشينيان
 حكومة الباشينيان هي الحكومة الحالية لأرمينيا منذ تأسيسها مايو 2018.تم تعيين نيكول باشينيان رئيس الوزراء من قبل الرئيس أرمين سركيسيان يوم 8 مايو عام 2018، بعد حصوله على أغلبية الأصوات في الجمعية الوطنية .
حكومة أرمينيا الحالية هي حكومة الأقلية التي تحكمها المجموعة البرلمانية وكانت حكومة ائتلافية تشكلت من تحالف Way Out ، وتحالف تساروكيان، والاتحاد الثوري الأرمني حتى 3 أكتوبر2018.
يتكون الهيكل الحالي لحكومة أرمينيا من 17 وزارة و 8 هيئات مساعدة. كل وزارة مسؤولة عن وضع وتنفيذ القرارات الحكومية في مجالها الخاص.